# Fledermaus-Winterquartier Tunnel Dodenau
Fledermaus-Winterquartier Tunnel Dodenau este o arie protejată (arie specială de conservare — SAC, sit de importanță comunitară — SCI) din Germania întinsă pe o suprafață de 0,62 ha, integral pe uscat.

## Localizare
Centrul sitului Fledermaus-Winterquartier Tunnel Dodenau este situat la coordonatele 51°01′21″N 8°35′09″E / 51.0225°N 8.5858°E.

## Înființare
Situl Fledermaus-Winterquartier Tunnel Dodenau a fost declarat sit de importanță comunitară în noiembrie 2004 pentru a proteja 1 specie de animale. Situl a fost protejat și ca arie specială de conservare în martie 2008.

## Biodiversitate
Situată în ecoregiunea continentală, aria protejată nu include niciun habitat protejat.
La baza desemnării sitului se află o specie protejată de  mamifere: liliac cârn (Barbastella barbastellus).
Pe lângă speciile protejate, pe teritoriul sitului au mai fost identificate 8 specii de mamifere.